# Karl Nilheim
Karl Arvid Nilheim, född 18 januari 1909 i Stockholm, död 19 mars 1983 i Johanneshov, var en svensk konsertmästare och musiker (violin).
Nilheim är begravd på Sandsborgskyrkogården i Stockholm. Han är far till skådespelaren Lis Nilheim.

## Filmografi roller
- 1983 – Fanny och Alexander - medlem av teaterorkestern
- 1947 – Sången om Stockholm - violinist och klarinettist
- 1939 - Vi på Solgläntan - violinisten på höstfesten